# Gimnàstica als Jocs Olímpics d'estiu de 1988
Als Jocs Olímpics d'Estiu de 1988 celebrats a la ciutat de Seül (Corea del Sud) es disputaren 15 proves de gimnàstica, 14 en gimnàstica artística (vuit proves en categoria masculina i sis en categoria femenina) i una en gimnàstica rítmica (una en categoria femenina). La competició es dugué a terme entre els dies 18 i 25 de setembre de 1988 a l'Olympic Gymnastics Arena.

## Resum de medalles

### Gimnàstica artística
En aquesta edició s'establí el límit d'edat per a poder particiar-hi en categoria masculina els 16 anys i en categoria femenina els 15, edat que s'havia d'haver assolit el 31 de desembre de 1988.
Per primera vegada en la història olímpica cada una de les rutines de la gimnàstica femenina va ser controlada per sis jutges, sent eliminades la nota més alta i més baixa per establir una mitjana amb les quatre restants. La rutina en la gimnàstica masculina fou controlada per quatre jutges, com en els anteriors Jocs Olímpics.
Van poder participar en els Jocs Olímpics els 12 millors equips classificats en el Mundial de Gimnàstica Artística de 1987.
La gimnàstica artística, tant en competició masculina com femenina, constà de:
- Competició I, comprèn la competició per equips i una ronda classificatòria per als 24 competidors individuals, els equips dels quals no s'havien classificat.
- Competició II, comprèn el Concurs complet individual dels 36 millors gimnastes de la Competició I.
- Competició III', comprèn la final per aparells, sent seleccionats els vuit millor de cada un d'ells i amb un límit de tres competidors per Comitè.

Hi participaren 179 gimnastes, 89 homes i 90 dones, de 28 comitès nacionals diferents.

#### Categoria masculina
| Prova                              | Or | Argent                                                                                          | Bronze |
| Concurs complet individual Detalls | Vladimir Artemov | Valeri Liukin                                                                                   | Dmitri Bilozertxev                                                                                          |
| Concurs complet per equips Detalls | Unió SovièticaVladimir Novikov · Vladimir Gogoladze · Dmitri Bilozertxev · Valeri Liukin · Vladimir Artemov · Sergei Kharkov | RDAUlf Hoffmann · Andreas Wecker · Sven Tippelt · Ralf Buchner · Holger Behrendt · Sylvio Kroll | JapóTakahiro Yamada · Hiroyuki Konixi · Toxiharu Sato · Daisuke Nixikawa · Koitxi Mizuixima · Yukio Iketani |
| Exercici de terra Detalls          | Sergei Kharkov | Vladimir Artemov                                                                                | Yukio Iketani                                                                                               |
| Exercici de terra Detalls          | Sergei Kharkov | Vladimir Artemov                                                                                | Lou Yun |
| Barra fixa Detalls                 | Vladimir Artemov | Holger Behrendt                                                                                 | Marius Gherman                                                                                              |
| Barra fixa Detalls                 | Valeri Liukin | Holger Behrendt                                                                                 | Marius Gherman                                                                                              |
| Barres paral·leles Detalls         | Vladimir Artemov | Valeri Liukin                                                                                   | Sven Tippelt                                                                                                |
| Cavall amb arcs Detalls            | Dmitri Bilozertxev | No es concedí                                                                                   | No es concedí                                                                                               |
| Cavall amb arcs Detalls            | Zsolt Borkai | No es concedí                                                                                   | No es concedí                                                                                               |
| Cavall amb arcs Detalls            | Lubomir Geraskov | No es concedí                                                                                   | No es concedí                                                                                               |
| Anelles Detalls                    | Holger Behrendt | No es concedí                                                                                   | Sven Tippelt                                                                                                |
| Anelles Detalls                    | Dmitri Bilozertxev | No es concedí                                                                                   | Sven Tippelt                                                                                                |
| Salt sobre cavall Detalls          | Lou Yun | Sylvio Kroll                                                                                    | Park Jong-Hoon                                                                                              |

#### Categoria femenina
| Prova                              | Or | Argent | Bronze |
| Concurs complet individual Detalls | Ielena Xuixunova | Daniela Silivaş                                                                                             | Svetlana Boguínskaia                                                                                           |
| Concurs complet per equips Detalls | Unió SovièticaSvetlana Baitova · Elena Xevtxenko · Olga Strazheva · Natalia Laschenova · Svetlana Boguínskaia · Ielena Xuixunova | RomaniaCelestina Popa · Camelia Voinea · Eugenia Golea · Gabriela Potorac · Aurelia Dobre · Daniela Silivaş | RDAMartina Jentsch · Gabriele Fahnrich · Ulrike Klotz · Betti Schieferdecker · Dorte Thummler · Dagmar Kersten |
| Exercici de terra Detalls          | Daniela Silivaş | Svetlana Boguínskaia                                                                                        | Diana Doudeva                                                                                                  |
| Barra d'equilibris Detalls         | Daniela Silivaş | Ielena Xuixunova                                                                                            | Phoebe Mills                                                                                                   |
| Barra d'equilibris Detalls         | Daniela Silivaş | Ielena Xuixunova                                                                                            | Gabriela Potorac                                                                                               |
| Barres asimètriques Detalls        | Daniela Silivaş | Dagmar Kersten                                                                                              | Ielena Xuixunova                                                                                               |
| Salt sobre cavall Detalls          | Svetlana Boguínskaia | Gabriela Potorac                                                                                            | Daniela Silivaş                                                                                                |

### Gimnàstica rítmica
En aquesta edició la pilota utilitzada en l'edició anterior fou substituïda per la corda. Van participar 39 gimnastes de 23 comitès nacionals diferents, passant les 20 millors notes a la final.
La rutina de la gimnàstica va ser controlada per sis jutges, sent eliminades la nota més alta i més baixa per establir una mitjana amb les quatre restants.
| Prova                              | Or             | Argent           | Bronze               |
| Concurs complet individual Detalls | Marina Lobatch | Adriana Dunavska | Alexandra Timoixenko |

## Medaller
| Posició | País            | Or | Argent | Bronze | Total |
| 1       | Unió Soviètica  | 12 | 5      | 4      | 21    |
| 2       | Romania         | 3  | 3      | 3      | 9     |
| 3       | RDA             | 1  | 3      | 4      | 8     |
| 4       | Bulgària        | 1  | 1      | 1      | 3     |
| 5       | R.P. de la Xina | 1  | 0      | 1      | 2     |
| 6       | Hongria         | 1  | 0      | 0      | 1     |
| 7       | Japó            | 0  | 0      | 2      | 2     |
| 8       | Corea del Sud   | 0  | 0      | 1      | 1     |
| 8       | Estats Units    | 0  | 0      | 1      | 1     |